# مزدوج الحوض

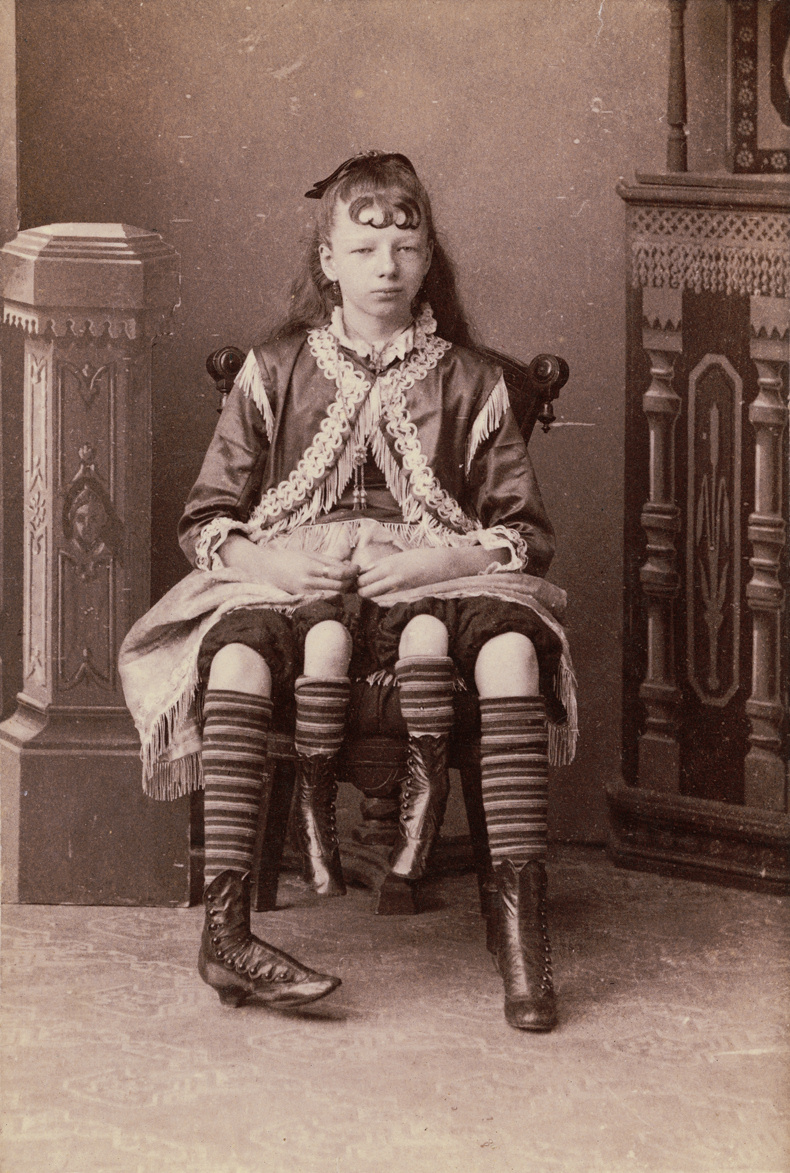
ميرتل كوربن، شخصية مشهورة أصيبت بمزدوج الحوض.

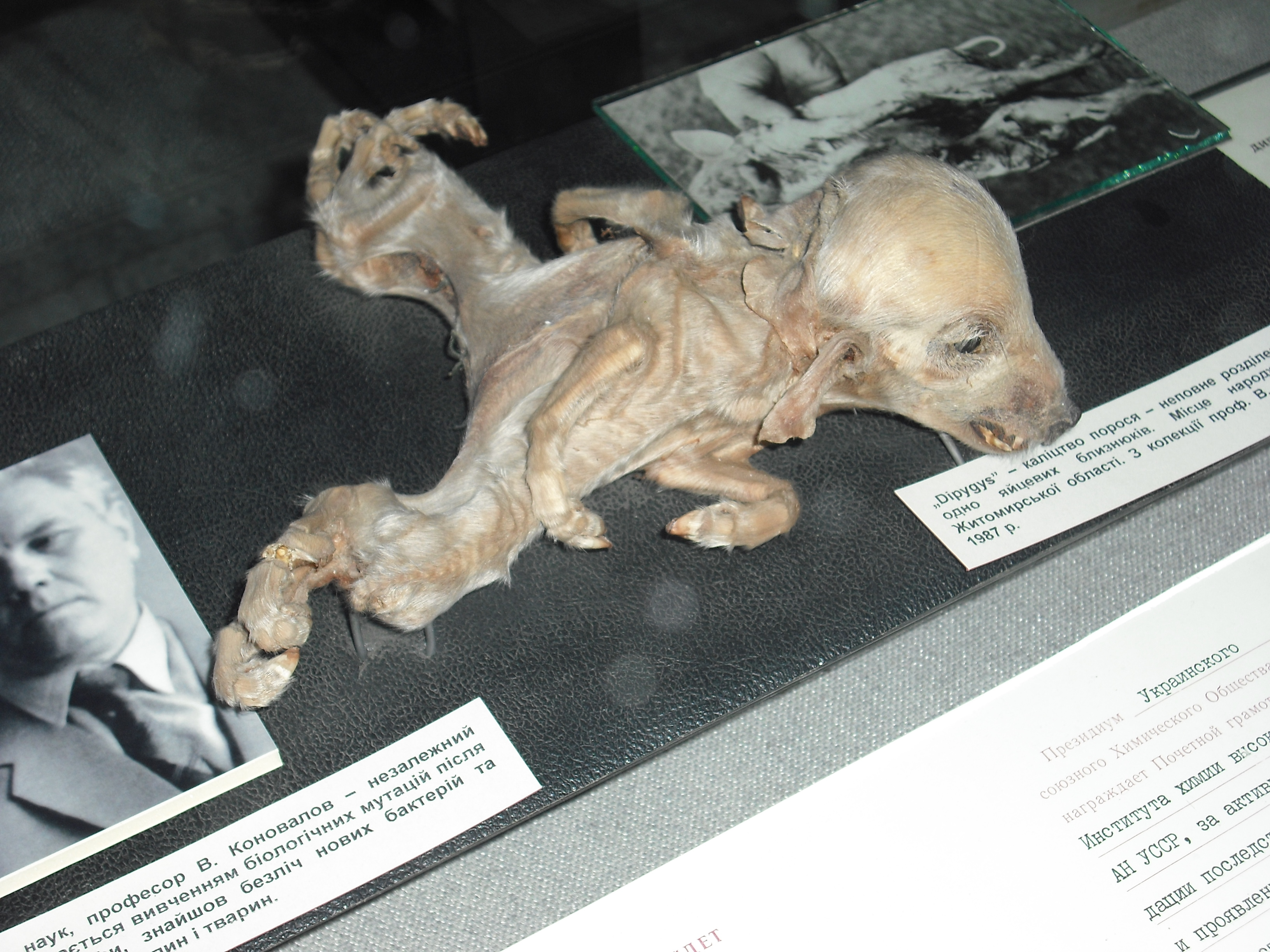
خنوص (أو صغير خنزير) مصاب بمزدوج الحوض يوجد في متحف تشيرنوبل الوطني الأوكراني في كييف.

التشوه مزدوج الحوض (بالإنجليزية: dipygus deformity)‏ هو تشوه خلقي شديد حيث يتفرع الجذع يمينا ويسارا مع ازدواج في الحوض والسيقان.
تعد ميرتل كوربن من أبزر المصابين بمزدوج الحوض، وقد أنجبت 5 أطفال. في حالة الإنسان، فإن الساقين الداخليتين تكونان أصغر بكثير من الطبيعي. هذا النوع يسمى بالمسخ المتوأم من الأسفل (باللاتينية: teras catadidymum).
ومن الأنواع الأخرى من التشوهات هو ظهور ساق ثالثة كما في حالة التوائم المتلاصقة، كما حدث مع فرانك لينتيني الذي كان يمتلك ساقا ثالثة.
أما أسباب حدوثه فقد تكون وراثية أو بيئية أو حتى بسبب تأثيرات دوائية مسخية. وتحدث التشوهات في مرحلة مبكرة من الحمل داخل الرحم.